# Andor Éva (operaénekes)
Andor Éva (eredeti neve Prácser Éva) (Budapest, 1939. december 15. – 2014. május 16.) Liszt Ferenc-díjas magyar opera-énekesnő (szoprán), egyetemi docens, tanszékvezető tanár.

## Élete
Még Prácser Évikeként az 1950-es évek elejétől állandó közreműködője volt a Magyar Rádió műsorainak. Legemlékezetesebb a Miska bácsi levelesládájának „örök Évikéje” a változó Miska bácsik mellett. Tagja volt Andor Ilona karvezető és zenepedagógus leánykarának.
1958–1964 között a Zeneművészeti Főiskolán Hoór Tempis Erzsébet és Révhegyi Ferencné növendéke volt. 1965-ben kötött házasságot Vadász Gyula (1929–2010) rendezővel. 1965–1972 között Berlinben tanult Dagmar Freiwald-Lange professzornál. 1964-től az Magyar Állami Operaház magánénekesnője volt, 1987-ben a Donna Elvirával búcsúzott a színpadtól. 1986-tól a Zeneművészeti Főiskola ének tanszékén tanított, visszavonulásáig 2010-ig egyetemi docens. 1999-től 2005-ig megbízott, majd kinevezett  tanszékvezető tanár. 

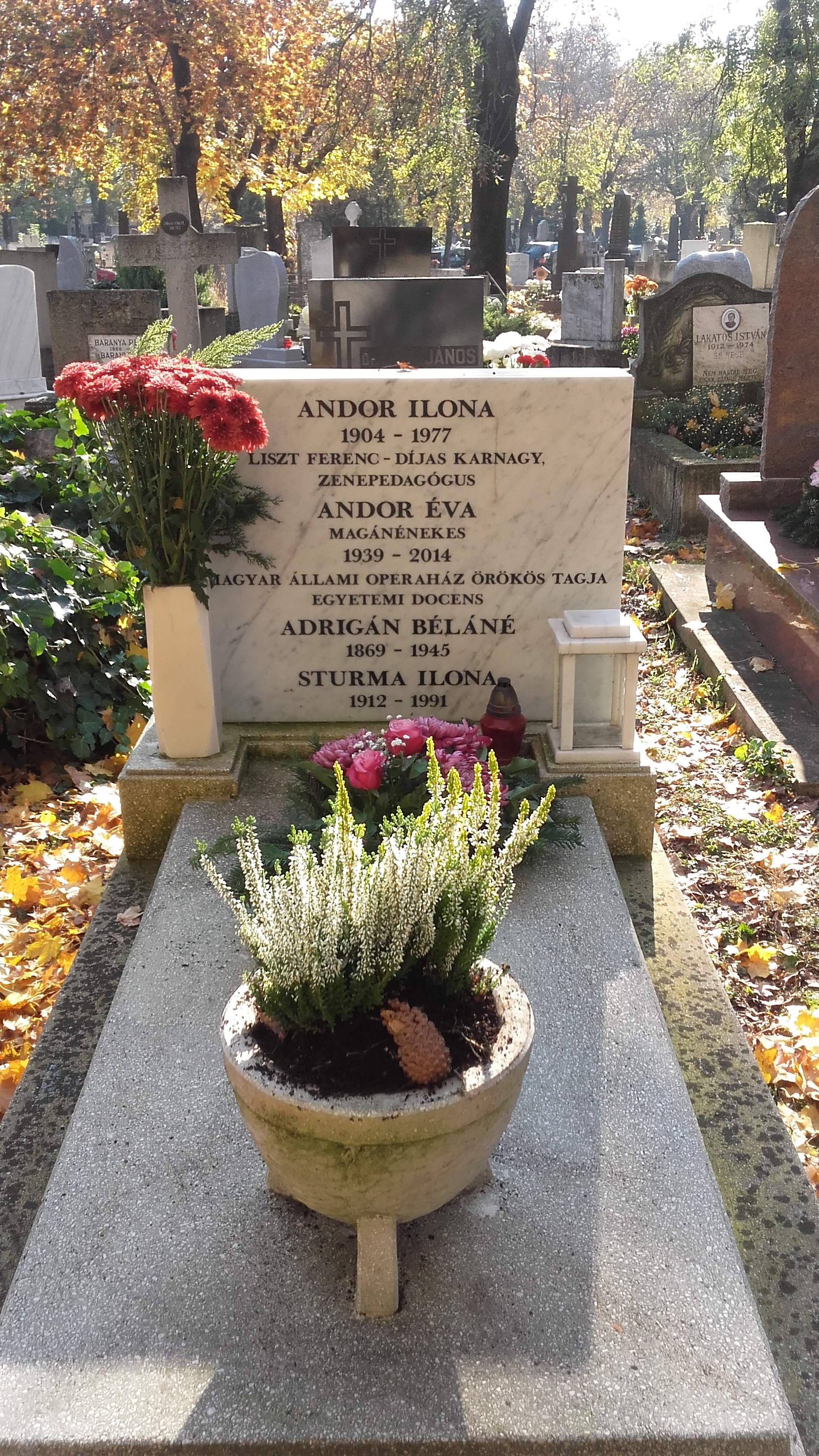
Sírja az Óbudai temetőben (22. parcella, 1. sor, 9. sírhely).

## Színházi szerepei
- Bizet: Carmen....Micaela
- Gershwin: Porgy és Bess....Bess
- Giacomo Puccini: Pillangókisasszony....Cso-cso-szán
- Giuseppe Verdi: Az álarcosbál....Oszkár
- Gounod: Faust....Margit
- Kacsóh Pongrác: János vitéz....Iluska
- Kodály Zoltán: Székelyfonó....A leány
- Leoncavallo: Bajazzók....Nedda
- Ludwig van Beethoven: Fidelio....Marcellina
- Monteverdi: Poppea megkoronázása....Drusilla
- Mozart: A varázsfuvola....Pamina; Első gyermek
- Mozart: Szöktetés a szerájból....Blonde
- Offenbach: Kékszakáll....Boulotte
- Puccini: Manon L
- escaut....Manon Lescaut
- Schubert-Berté-Lafitte: Három a kislány....Médi
- Strauss: Rózsalovag....Sophie
- Szokolay Sándor: Ecce homo....Lénió
- Szokolay Sándor: Hamlet....Ophelia
- Szokolay Sándor: Vérnász....Nyoszolyólány
- Verdi: Don Carlos....Mennyei hang
- Verdi: Falstaff....Annuska; Mrs. Alice Ford
- Wagner: A nürnbergi mesterdalnokok....Éva
- Wagner: A Rajna kincse....Woglinde
- Wagner: Az istenek alkonya....Woglinde
- Wagner: Tannhauser....Pásztorfiú
- Wolf-Ferrari: A négy házsártos....Lucieta
- Wolfgang Amadeus Mozart: Figaro házassága....Fanchette; Grófné; Susanna

## Díjai
- Liszt Ferenc-díj (1969)
- Székely Mihály-emlékplakett (1971)
- Érdemes művész (1976)
- SZOT-díj (1984)
- Operaházi Jubileumi Aranygyűrű (1990)